# Hollis Copeland
Hollis Alphonso Copeland jr. (Trenton, Nueva Jersey, 20 de diciembre de 1955) es un exjugador de baloncesto estadounidense que disputó dos temporadas en la NBA, además de jugar en la Liga Española, la USBL y en Chile. Con 1,98 metros de estatura, jugaba en la posición de alero.

## Trayectoria deportiva

### Universidad
Jugó durante cuatro temporadas con los Scarlet Knights de la Universidad Rutgers, en las que promedió 14,6 puntos, 7,0 rebotes y 1,8 asistencias por partido. Es el quinto máximo anotador de la historia de Rutgers, con 1.769 puntos, y en su temporada sophomore llevó a su equipo a disputar la Final Four de la NCAA.

### Profesional
Fue elegido en la cuadragésimo sexta posición del Draft de la NBA de 1978 por Denver Nuggets, pero fue despedido, fichando al año siguiente como agente libre por los New York Knicks, donde jugó una temporada en la que promedió 5,7 puntos y 2,1 rebotes por partido.
En 1980 ficha por el Helios SKOL de la Liga Española por 25.000 dólares anuales, convirtiéndose en uno de los mejores jugadores de la liga, promediando casi 25 puntos por partido. Llegó a un acuerdo para renovar dos temporadas más, pero los Knicks lo reclamaron desde la NBA, regresando a su país.
Pero únicamente llegó a disputar 18 partidos, en los que promedió 2,1 puntos, antes de producirse una lesión en la que se dislocó cinco huesos de su pie, perdiéndose toda la temporada, y condicionando el resto de su carrera deportiva, que continuó intermitentemente en ligas menores.

## Estadísticas de su carrera en la NBA

### Temporada regular
| Temporada | Edad | Equipo          | Liga | P  | TIT | MIN  | TC  | TCA | %TC  | 3P  | 3PA | %3P  | TL  | TLA | %TL  | R.OF. | R.DEF. | REB | ASIS | ROB | TAP | PER | FP  | PTS |
| 1979-80   | 24   | New York Knicks | NBA  | 75 |     | 15.2 | 2.4 | 4.9 | .495 | 0.0 | 0.0 | .000 | 0.8 | 1.1 | .733 | 0.9   | 1.1    | 2.1 | 1.1  | 0.8 | 0.3 | 1.1 | 2.1 | 5.7 |
| 1981-82   | 26   | New York Knicks | NBA  | 18 | 0   | 6.6  | 0.9 | 2.1 | .421 | 0.0 | 0.0 |      | 0.3 | 0.3 | .833 | 0.2   | 0.1    | 0.3 | 0.5  | 0.2 | 0.1 | 0.2 | 1.1 | 2.1 |
| Total     |      |                 | NBA  | 93 | 0   | 13.5 | 2.1 | 4.4 | .488 | 0.0 | 0.0 | .000 | 0.7 | 1.0 | .739 | 0.8   | 0.9    | 1.7 | 1.0  | 0.7 | 0.3 | 0.9 | 1.9 | 5.0 |